# Salish
Le popolazioni Salish sono un gruppo etno-linguistico di popoli amerindi, originariamente stanziati sulla costa nord-occidentale del Pacifico, identificati perché parlavano una lingua della famiglia linguistica Salish, che si erano diversificate dalla lingua Proto-Salish tra 3000 e 6000 anni fa.
Il termine “Salish”, creato nei tempi moderni dai linguisti, è un esonimo, infatti Salish è l'inglesizzazione di seliš, l'endonimo per Confederazione delle tribù Salish e Kootenai della nazione Flathead (spesso indicati come Teste Piatte).  I seliš erano la popolazione Salish più orientale e la prima ad avere relazioni diplomatiche con gli Stati Uniti, cosicché il loro nome venne applicato a tutte le tribù che parlavano delle lingue simili e che vivevano nella zona.
I popoli Salish moderni includono: Nuxálk, Comox, Halkomelem, Lushootseed, Nooksack, Pentlatch, Sháshíshálh, Squamish, Klallam, Twana, Cowlitz, Upper Chehalis, Lower Chehalis, Quinault, TTillamook, Shuswap, Lillooet, Nlaka'pamux, Coeur d’Alene, Moses-Columbian, Colville-Okanagan, Spokane-Kalispel-Bitterroot Salish.